# Blind Shaft
Pour plus de détails, voir Fiche technique et Distribution.
Blind Shaft (盲井, Mang jing) est un film chinois réalisé par Li Yang, sorti en 2003.

## Synopsis
Song Jinming et Tang Zhaoyang sont des arnaqueurs. Leur méthode est simple : repérer une personne seule qui cherche du travail, et l'engager pour travailler avec eux à la mine en se faisant passer pour un membre de la famille. Ensuite ils se débrouillent pour tuer le malheureux dans un quelconque éboulement et en touchent ensuite une prime de la part du directeur de la mine en échange de leur silence sur cet "accident". Un jour ils font la connaissance de Yuan, un jeune homme naïf mais attachant. Ils lui proposent un travail à la mine.

## Commentaires
En raison du grand nombre de morts dus aux accidents dans les mines chinoises, et face à la colère des populations, les autorités ont été amenées à accorder des indemnités aux familles des victimes. Des criminels ont profité de ces circonstances pour se spécialiser dans l'assassinat de mineurs, au cours de faux accidents, afin de toucher ces indemnités. Le roman de Liu Qingbang et le film de Li Yang qui en est tiré sont les premières œuvres à traiter de ce sujet. Le tournage de Blind Shaft s'est fait dans la Chine du Nord.
Blind Shaft, qui se place dans la lignée des « films miniers », est esthétiquement proche de La Tragédie de la mine (1931), film franco-allemand du réalisateur autrichien Pabst, et son schéma narratif, tout comme celui des autres films du même genre, est inspiré de celui du roman d'Émile Zola Germinal. Sur le plan narratif, l'activité criminelle des deux protagonistes entre dans la logique du capital, celle de l'utilisation du corps humain comme objet de transaction et le naturalisme du film est mis au service d'une dénonciation de la société chinoise actuelle. Le film met en scène, à travers une histoire locale, la faillite d'un socialisme qui a toutes les caractéristiques du capitalisme. L'une des scènes montre ainsi Tang et Song, les deux mineurs assassins, dans un karaoké, entonnant une chanson socialiste bien connue, Shehuizhuyi hao (en), « Le Socialisme est bon » : ils sont aussitôt corrigés par les deux prostituées qui les accompagnent et qui remplacent les anciennes paroles par de nouvelles, célébrant, de façon grotesque, le triomphe du capitalisme sur le même air.
Au-delà, Blind Shaft reflète la préoccupation principale des intellectuels chinois, celle du destin de la Chine en tant que culture, ainsi que le suggère le nom des trois personnages principaux, Tang, Song et Yuan, qui est celui des grandes dynasties de l'histoire de la Chine.
Interdit en Chine dans un premier temps, Blind Shaft y a été autorisé après coupure des scènes de rapports sexuels et de celle du karaoké.

## Fiche technique
- Titre : Blind Shaft
- Titre original : Mang jing (盲井)
- Réalisation : Li Yang
- Scénario : Li Yang, d'après le roman Le Puits (Shen Mu), de Liu Qingbang[7]
- Production : Li Yang
- Musique : Zhang Yadong
- Photographie : Liu Yonghong
- Montage : Li Yang et Karl Riedl
- Pays d'origine : Chine, Allemagne, Hong Kong
- Format : Couleurs - 1,85:1 - Dolby Surround - 35 mm
- Genre : Drame
- Durée : 92 minutes
- Dates de sortie : 
  -  Allemagne : 12 février 2003 (Berlinale)
  -  France : 1er octobre 2003

## Distribution
Les principaux rôles sont énumérés ci-dessous,,.
- Li Yixiang (en) : Song Jinming
- Wang Baoqiang : Yuan Fengming
- Wang Shuangbao : Tang Zhaoyang
- Ai Jing : Xiao Hong
- Bao Zhenjiang : Huang, le premier patron
- Sun Wei : Tang Zhaoxia
- Zhao Junzhi : Mlle Ma (« Grande Sœur Ma »)
- Wang Yining : Mamasan

## Récompenses
- Nomination à l'Ours d'or lors du Festival de Berlin 2003, obtention d'un Ours d'argent pour « an oustanding artistic contribution »[11].
- Prix du jury et nomination au Grand prix, lors du Festival international du film de Bratislava 2003.
- Lotus d'or lors du Festival du film asiatique de Deauville 2003.
- Prix du meilleur réalisateur débutant lors du Festival international du film d'Édimbourg 2003.
- Prix du meilleur acteur débutant (Wang Baoqiang), meilleur scénario basé sur une œuvre existante et nomination au meilleur film, lors du Golden Horse Film Festival 2003.
- Prix de l'Oiseau de feu d'argent lors du Festival international du film de Hong Kong 2003.
- Prix du meilleur acteur (Li Qiang, Wang Baoqiang et Wang Shuangbao) et nomination au prix du meilleur film, lors du Festival international du film de Bangkok 2004.